# Жумабеков, Жунусбек Жумабекович
Жунусбек Жумабекович Жумабеков (каз. Жүнісбек Жұмабеков; 7 января 1927, Енбекшиказахский район, Алма-Атинская область, Казахская ССР — 4 апреля 1980, Алма-Ата) — советский и казахский учёный-историк, доктор исторических наук (1971), профессор (1973). Заслуженный деятель науки Казахской ССР (1978).

## Биография
Родился 1 января 1927 года в Енбекшиказахском районе Алматинской области. Происходит из рода албан Старшего жуза.
В 1949 году окончил Алма-Атинский юридический институт.
В 1971 году защитил докторскую диссертацию на тему «Руководство КПСС вовлечением трудового крестьянства Казахстана в строительство социализма (1926—1932 г.г.)».
В 1973 году присвоено учёное звание профессора исторических наук.
С 1978 года — заслуженный деятель науки Казахской ССР.
Скончался 4 апреля 1980 года, похоронен на Кенсайском кладбище.

## Трудовая деятельность
С 1943 по 1945 годы — учитель и завуч Кадамской семилетней школы Чиликского района.
С 1949 по 1954 годы — преподаватель, старший преподаватель, и. о. заведующего кафедрой марксизма-ленинизма АЮИ.
С 1955 по 1958 годы — доцент, заведующий кафедрой марксизма-ленинизма Семипалатинского зооветеринарного института.
С 1959 по 1966 годы — доцент, заведующий кафедрой марксизма-ленинизма Казахского института физической культуры.
С 1966 по 1967 годы — начальник отдела преподавания общественных наук и член Коллегии Министерства высшего и среднего специального образования Казахской ССР, продолжая заведовать кафедрой марксизма-ленинизма Казахского института физической культуры по совместительству.
С 1974 по 1980 годы — ректор Казахского государственного педагогического института имени Абая, член Республиканского комитета профсоюза работников просвещения, высшей школы и научных учреждений.
Народный депутат Алматинского городского совета двух созывов.

## Научные, литературные труды
Занимался исследованием истории социалистического преобразования сельского хозяйства Казахстана. Автор многочисленных научных работ, издал две монографии: "Ленинские идеи руководства массами в действии (1969), «Ленинской дорогой (руководство КПСС вовлечением трудового крестьянства Казахстана в строительство социализма)» (1973), книги: «Аграрная политика КПСС на современном этапе» (1975) и др.
Опубликовал более 100 научных работ и др.

## Награды, заслуги
- Награждён двумя орденами «Знак Почёта» (в т.ч. 15.09.1961, за большие заслуги в подготовке специалистов и развитии науки) и медалями.
- Заслуженный деятель науки Казахской ССР (1978).
- Почётная грамота Верховного Совета Казахской ССР (дважды).
- Нагрудный знак «Отличник народного просвещения Казахской ССР» и др.
- Названа улица имени Ж. Ж. Жумабекова в селе Малыбай Енбекшиказахского района Алматинской области.
- Согласно совместному Решению IV сессии маслихата города Алматы третьего созыва от 24 декабря 2003 года № 27 и акимата города Алматы от 26 декабря 2003 года № 5/765 «О присвоении наименований улицам в микрорайоне „Акбулак“ города Алматы», в Алатауском районе города Алматы названа улица имени Ж. Ж. Жумабекова.
- В 7-этажном учебном корпусе Казахского национального педагогического университета им. Абая открыта специальная аудитория имени Ж. Ж. Жумабекова.
- Согласно постановлению акимата города Алматы от 28 ноября 2018 года № 4/558 «Об установлении мемориальных досок в городе Алматы», в 2019 году в Бостандыкском районе города Алматы открыта мемориальная доска Ж. Ж. Жумабекову.